# جوزيف برادلي
جوزيف برادلي (بالإنجليزية: Joseph P. Bradley)‏ (و. 1813 – 1892 م) هو محام، وقاضي من الولايات المتحدة الأمريكية .
وهو عضو في الحزب الجمهوري .

## التعليم
تعلم في جامعة روتجرز.

## روابط خارجية
- جوزيف برادلي على موقع الموسوعة البريطانية (الإنجليزية)
- جوزيف برادلي على موقع إن إن دي بي (الإنجليزية)